# The Elder Scrolls III: Morrowind
The Elder Scrolls III: Morrowind, eller bare Morrowind, er et RPG-spil udviklet af Bethesda Game Studios, og udgivet af Bethesda Softworks og Ubisoft. Det er det tredje spil i The Elder Scrolls-serien. Det blev udgivet i USA i 2002 til Microsoft Windows og Xbox. Kritikerne tog godt imod det, og det solgte over 4 millioner eksemplarer og vandt mere end 60 priser, blandt andet Game of the Year. Morrowind har fået gode anmeldelser med en karakter på 89 % fra både Metacritic og GameRankings. Efter spillet kom der 2 udvidelsespakker til PC: Tribunal og Bloodmoon. Begge blev samlet i en boks der inkluderede alle tre spil, Morrowind: Game of the Year Edition, som udkom den 30 Oktober, 2003 til både PC og Xbox.

## Handling
Historien foregår i Vvardenfell, på en ø i Dunmer provinsen Morrowind, som ligger i Tamriel og er langt fra de mere civiliserede lande mod vest og syd som vi så i Daggerfall og Arena. Hovedhistorien handler om Dagoth Ur, som bor inde i vulkanen Red Mountain. Dagoth Ur ønsker at skaffe sig kraft og befrie Morrowind fra Imperialernes regime. Morrowind blev designet med en åben-slutning spilletype. Dette betød vidt forskellige reaktioner hos kritikerne, selvom dette blev holdt nede af deres begejstring for Morrowinds enorme og detaljerede spil verden.